# Unione Sportiva Catanzaro 1929
La Unione Sportiva Catanzaro 1929 es un club de fútbol italiano de la ciudad de Catanzaro, en Calabria. Fue fundado en 1929 y refundado dos veces. Participa en la Serie B, el segundo nivel de competición del sistema de ligas del fútbol italiano.
Fundado en 1929, jugó 7 temporadas en la Serie A, incluyendo 5 consecutivas. Fue la primera institución de Calabria en lograr llegar a la Serie A y su mejor resultado fue terminar en séptima posición en dos oportunidades, en la temporada 1980-81 y también en 1981-82.
En la Copa Italia su máximo logro fue llegar a una final, hecho logrado en la temporada 1965-66, en la que perdió el partido decisivo jugado en el Estadio Olímpico de Roma ante Fiorentina, y a dos semifinales en 1978-79 y en 1981-82. El club sufrió varias bancarrotas y refundaciones lo que varias veces lo obligaron a descender a una categoría inferior por no poder con las deudas.
Juega sus partidos de local en el Estadio Nicola Ceravolo el cual tiene capacidad para 14.750 personas, el estadio por un momento se volvió un riesgo para los aficionados por el posible derrumbe de una de las columnas de hormigón donde se ubicaban los ultras del club, pero luego esta fue reparada y el estadio volvió a la normalidad.
La última temporada del club en la Serie A terminó en 1983.

## Historia

### Los orígenes y las primeras tres décadas
El club fue fundado en 1929 bajo el nombre de Unión Deportiva Catanzaro, en el mismo año rebautizada Unión Sportive Catanzarese fascista, que a su vez surgió de la fusión en 1927 de dos equipos de la ciudad, el "Scalfaro" y "Braccini. La compañía fue originalmente dirigido por varias personas conocidas de la ciudad, como el marqués Antonio Susanna y el abogado Alfredo Cantafora y dirigida por Enrico Barone Talamo. Desde la fundación adoptó los colores y el símbolo de la ciudad, el águila imperial, águila donada a la ciudad en memoria de Catanzaro por Charles V. En 1929-30, el club Nocerina se negó a jugar en el campeonato de la categoría, entonces al "Catanzaro" se le permitió jugar en el campeonato en su lugar. En 1932-33, después de los playoffs contra el Siracusa de Nápoles, y con Perugia, ganador del otro grupo, el Catanzaro, entrenado por el húngaro Géza Kertész ganó el primer campeonato obteniendo por vez primera en su historia el ascenso a la Serie B, el primer equipo de Calabria en alcanzar subir a esa categoría. En ese año se unió a la compañía el futuro presidente Nicola Ceravolo. En la temporada siguiente, la US Catanzarese.. terminó en cuarto lugar. Luego volvió a descender a la Serie C en 1935-36, los giallorossi recuperarano la categoría y volvieron a la Serie B bajo la dirección del entrenador Migliorini. La estancia en la división inferior duró una sola temporada. En 1937, Riccardo Mottola Talamo Baron le tomó el mando de la empresa. Mientras tanto, el Catanzarese, debido a la insolvencia financiera, tuvo que renunciar a jugar para unirse a en la próxima temporada a la Serie C. Posteriormente, el club desde 1939 a 1945 permaneció inactivo debido a la Segunda Guerra Mundial. En 1945 la empresa cambió su nombre por el de Unión Deportiva Catanzaro. En 1950 Aldo Ferrara tomó las riendas de la empresa, manteniéndola hasta 1958. Mientras tanto, de acuerdo con la reestructuración de las ligas profesionales realizadas en 1952, se incluyó en la temporada al 1952-53 Catanzaro en la serie IV, en ese torneo el club logró el ascenso a la Serie C, ganando, entre otras cosas, el título de Amateurs gracias al éxito en el mini torneo entre los ganadores de todos los grupos. El campeonato 1956 -1957 vio al equipo sufrir la tragedia de Piero Torrini, el jugador que usaba el número 26 nacido en Sesto Fiorentino, falleció el 28 de octubre en Pavia después de una enfermedad sufrida en el campo. En 1958 se convirtió en presidente Nicola Ceravolo.Con Ceravolo, el US Catanzaro alcanzó sus mayores éxitos.Un año importante fue en 1959, donde el club llegó a la final de la serie C de la temporada 1958-59 el Catanzaro, dirigido por Piero Pasinati fue ascendido a la Serie B por cuarta vez. El campeonato fue ganado con 17 victorias, 13 empates y 4 derrotas, 56 goles a favor y 15 en contra.
El equipo de Catanzaro que logró el ascenso a la Serie B en 1959 estaba compuesto por Gianni Linnet, de Calabria, Pizzo Calabro (posteriormente vendido a Milán) y Rambone Gennaro ambos fueron los máximos goleadores del torneo con 15 goles. Justo detrás, Trieste Egidio Ghersetich con 11 goles. Los encuentros con los resultados más abultados 7-0 contra el Águila y 10-0 contra el Siracuse que en ese tiempo iba primero en su grupo, ambos resultados fueron conseguidos siendo local.El derbi regional contra el Reggina terminó a favor del club de Calabria con marcadores de 2-0 en casa y 2-1 fuera de casa y contra Cosenza logró dos empates, 1-1 en casa y 0-0 en S. Vito, con este último quedó en segundo lugar con solo un punto por detrás, asegurándose de jugar la promoción.En la celebración de la promoción hubo un gran número de hinchas del Catanzaro de la provincia de Reggio Calabria, que miró a este evento con alegría y satisfacción: Un artículo aparecido en el diario titulado"Il Giallorosso", de 14 de junio de 1959 celebraba la obtención de la serie B por parte de Catanzaro se titulaba "Catanzaro ciudad-guía Calabria fútbol ", y escrito fuepor un periodista de Roccella Jonica, Lucio Macri.
En la temporada de serie B 1959-1960 Catanzaro también participó en la Copa de los Alpes, una competencia desaparecida que disputaban clubes suizos e italiano, ganar 5-1 en casa y empatar 0-0 como visitante contra S. Gallo, ayudó a ganar el trofeo por Italia: fue la primera consagración internacional de Catanzaro.

### Los años 60

#### Instalación en la Serie B y final de la Copa Italia 1966
Después de seis campeonatos consecutivos jugados en la Serie B, en el que el equipo ganó las promociones manteniendo siempre la categoría en la temporada 1965-1966 el equipo dirigido por Dino Ballacci llegó a la final de la Copa Italia y tenía que jugar contra la Fiorentina.
Los giallorossi debutaron en el torneo el 29 de agosto de 1965 en casa contra el Mesina, otro equipo de serie B, se impuso por 2-0 con goles de Gianni Bui. La segunda fase, disputada en noviembre, vio al Catanzaro ganador contra Napoli 1-0. En la tercera ronda el equipo se enfrentó a otro equipo contra el cual Catanzaro había jugado en la Serie A, Lazio, victoria por 3-1 en terreno neutral para la clasificación, con goles de Bonfada, Tribuzio y Bui
Los cuartos de final, que se celebraron el 6 de enero de 1966, Catanzaro ganó en los penales por 4-1 ante Torino, después de haber empatado 0-0 en el tiempo reglamentario y la prórroga.
En las semifinales, el Catanzaro tuvo que hacer frente a uno de los grandes de Italia, la Juventus. Hubo un éxodo de aficionados y de color rojo y amarillo, contra todo pronóstico, frente a 25.000 en Calabria, los giallorossi fueron capaces de conquistar la ciudad de Turín por 2-1, con dos goles de Tribuzio.
Al final, les tocó jugar contra la Fiorentina (árbitro Sbardella Antonio de Roma ), no lograron ganar, perdieron la final jugada en el Estadio Olímpico de Roma por 2 a 1.

### Final
| 13 de mayo de 1966 | Fiorentina                             | 2-1 | US Catanzaro           | Estadio Olímpico de Roma, Roma |                               |
|                    | Kurt Hamrin30' Mario Bertini(pen.)119' |     | Giuseppe Marchioro 47' | Árbitro(s): Antonio Sbarlella  | Árbitro(s): Antonio Sbarlella |

En el campeonato, el equipo no resultó tan brillante como en la Copa, terminando el torneo en 10 º lugar. John Bui, con 18 marcas, fue el máximo goleador del torneo.

### Los años 70

#### 1971:El primer ascenso a la Serie A

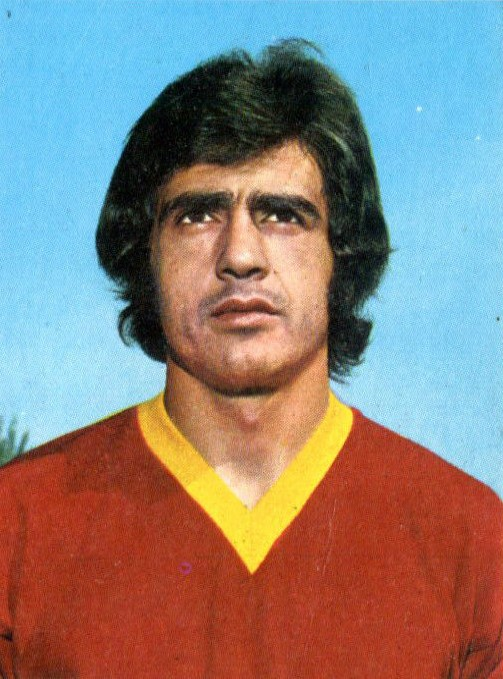
Maurizio Gori, delantero del Catanzaro en la temporada 1971-72.

La temporada 1970-1971, era la duodécima consecutiva en Serie B, el club continuaba con el mismo objetivo de la anterior, es decir, obtener la salvación y para mantener la categoría.
El club giallorossi, dirigido por Gianni Seghedoni, llegó después de la segunda vuelta de partidos,a los play-offs de ascenso a la máxima categoría.
El objetivo de Angelo Mammì que era conseguir el primer ascenso a la Serie A fue conseguido en un repechaje contra el Bari en Nápoles.El
27 de junio de 1971 en Estadio San Paolo en Nápoles se jugó el tercer y último día del mini-torneo entre los tres equipos llegaron empatados en 47 puntos. Anteriormente, el ' Atalanta había vencido al Bari y condenándolo a jugar la promoción, dejando así este playoff entre Catanzaro y Bari para asignar el último lugar disponible en la máxima categoría.
El partido terminó 1-0 a favor de Catanzaro, que celebró entonces su buscado y querido primer ascenso a la Serie A, con un gol 80 'de Angelo Mammì. Al final del partido la ciudad de Catanzaro tomó la forma de un carnaval en Río de Janeiro, con toda la ciudad de loco y borracho de alegría y entusiasmo. Incluso en otras partes de Italia se registraron escenas de entusiasmo por el triunfo de amarillo y rojo.A Catanzaro, en el Corso Mazzini lefue erigida en pocas horas una carta gigante "A"  indicando su ascenso.
En un artículo de Giuseppe Pacileo en el diario Corriere dello Sport el 28 de junio de 1971 decía: "Catanzaro en la Serie A es el fin del mundo En las calles había incluso gente llorando de alegría por este logro tan importante en la historia del club. A lo largo de las principales calles de la ciudad se escuchaba un concierto de bocinas de los vehículos.La ciudad se puso de cabeza, la fiebre tifoidea había sobrepasado todos los límites. A Catanzaro, sul Corso Mazzini venne eretta in pochissime ore una gigantesca lettera "A".
En solo tres meses, se inició y completó el trabajo para aumentar la capacidad del estadio a 30.000 personas así tener más capacidad para jugar en la máxima categoría.
El equipo creado por Ceravolo para hacer frente a la primera temporada en la Serie A, se componía principalmente de los recién llegados a la categoría superior. Fue comprado en el máximo goleador del torneo, Alberto Spelta, uno de los pocos que se elevó a presumir de cierta presencia en la máxima categoría, y como otra experiencia se fichó para vestir la camiseta roja y amarilla a Maldera Luigi, de Milán, mientras que la defensa ha bíacambiado con la llegada de Sergio azúcares de Reggiana y Giampiero D'Angiulli de Monza. La aventura de jugar en la Serie A comenzó con un trío de juegos muy difíciles pero igualmente fascinantes: Juventus, Inter y Cagliari. La euforia hizo sombra a las dos primeras derrotas (2-4 con la Juventus en Turín y 0-2 en casa ante el Inter). El primer punto fue ganado s en Cagliari, luego repitió la semana siguiente en Génova contra la Sampdoria. En la primera ronda los giallorossi, a pesar de varios intentos y que estuvieron muy cerca no consiguieron ninguna victoria.
La segunda ronda se inició con una visita al líder Juventus. Parecía tan obvioel resultado de un juego y en vez de eso ocurrió lo inesperado: el día 30 de enero de 1972 fue la fecha de un partido que para el Catanzaro sería algo histórico. El Catanzaro logró su primera victoria en la Serie A contra la Juventus, con un gol por parte de Angelo Mammi a unos minutos del final.Derrota inesperada por parte de la Juventus, que "acusór"  a la institución Giallorossa por regar el campo la noche anterior al juego para hacerlo más pesado.Fue una victoria, descrito por el entonces editor de Corriere futuro periodista de Deporte Estadio Antonio Ghirelli que "trasciende su valor real para dar lugar a una patente de nobleza para un equipo deportivo, una empresa". La estancia en la primera división se jugó en el penúltimo día, cuando el rival directo para la permanencia era contra el que tenía se que jugar d, el Verona que llegaba a Catanzaro con un punto de ventaja. El amarillo y el azul logró salir indemne, al ganar la eliminatoria a pesar de los esfuerzos de las águilas por conseguir una victoria. Este fue el primer año de un club de fútbol calabrés en la Serie A, y que terminó con tres victorias, 15 empates y 12 derrotas.Posteriormente, el equipo también participó en el Torneo Anglo-italiano contra el Stoke City y Carlisle United en junio de 1972 y viajó a Estados Unidos para una gira que vio a Catanzaro ganar contra Toronto y ser derrotado por el Santos de Pelé (en el Madison Square Garden en Nueva York) y el club Huracán de la Argentina en Boston.
In quell'anno debuttò in giallorosso Massimo Palanca, futuro beniamino dei tifosi, acquistato dal Frosinone per 120.000.000 di lire.

#### La segunda promoción a la Serie A
Tras dos años de subir y bajar categorías, en la temporada 1974-1975 el Catanzaro, dirigido por Gianni Di Marzio, estaba de nuevo en la carrera por el ascenso a la Serie A: terminó la temporada con 45 puntos, a la par en el tercer lugar con  Hellas Verona. Cuatro años más tarde, el Catanzaro se encontró otra vez en la situación de tener que jugarun desempate para ganar la máxima categoría. El desempate entre Catanzaro y Verona se jugó el 26 de junio de 1975, el Estadio Libero Liberati de Terni. Resultó vencedor el amarillo y azul, con un gol en 25. La amargura de la derrota se añadió a la tristeza por la muerte de un fan de Catanzaro, Carlo Maria Talarico, debido a un accidente grave. Ese mismo año hizo su debut en rojo y amarillo Massimo Palanca, quien en le futuro se convertiría en el máximo ídolo del club, adquirido de Frosinone a 120 millones de liras.
En su primera temporada convirtió 4 goles.
El Catanzaro terminó en el 1.er lugar con Génova y Foggia en el Campeonato 1975-1976
Al año siguiente, la temporada 1975-76, Palanca mejoró su rendimiento, anotando 11 goles que permitieron al Catanzaro, dirigido por Di Marzio, compensar la decepción del año pasado al ganar la segunda promoción, el partido se jugó en Reggio Emilia en frente de una audiencia completamente rojo y amarillo:  Palanca al minuto 67 'abrió el marcador, pero el Reggiana a cuatro minutos del final, obligó a Catanzaro a jugar otro partido por la promoción. En el minuto 90 ' Gianni Improta, anotó el gol que le valió la victoria y la promoción.En su segunda temporada en la Serie A, la temporada 1976-1977, aún con Di Marzio entrenador, el equipo terminó en el lugar 15 º a cinco puntos de la salvación.
Sin embargo, para recordar quedaron las victorias ante Milán 1-0 en terreno neutral en Catania, y al día siguiente, contra el Lazio e 1-0 en el Stadio Olimpico de Roma, gracias a un gol en propia meta al 13 'de Pulici, esta se convirtió en su primera victoria fuera de casa en la Serie A. En octubre, por segunda vez, Catanzaro regresó a Estados Unidos para su segunda gira, que se disputó en Toronto contra el local,y en Nueva York en contra Huracán.

#### Tercera promoción y asentamiento en la Serie A
En 1977-1978, después de solo un año en la Serie B, el Catanzaro disputó su tercera promoción en ocho temporadas, y la segunda en tres años en la máxima categoría.
Los giallorossi, dirigidos por George Sereni ocuparon el segundo lugar con 44 puntos junto con el Avellino.
El máximo goleador del torneo, con 18 goles en 32 partidos, fue Massimo Palanca. Por primera vez, la promoción se celebró en la casa, cuando, en el último día, los giallorossi ganaron 1-0 con un gol de Palanca el minuto 3 del partido.Como las veces anteriores en Calabria la gente festejó y todos usaban camisetas del rossogiallo.
El Catanzaro de 1978-1979 mantuvo por primera vez la categoría en la Serie A, terminando noveno.
El delantero Mássimo Palanca anotó 10 goles en todo torneoy también fue máximo goleador de la Copa de Italia 1978-1979 con ocho goles, lo que permitió al Catanzaro llegar a la semi-final contra la Juventus (empató 1-1 en casa y perdió 2-4 en Turín) después de ganar la ronda pasada contra el Milan y ante Cagliari en los cuartos de final.
En la temporada 1979-1980, el campeonato no comenzó de la mejor manera y desde el principio obligó a la Catanzaro A luchar en la parte inferior de la tabla general, el resultado fue volver a la Serie B, pero mientras tanto llegó el escándalo de apuestas de fútbol, las llamadas apuestas subterráneas, y Catanzaro gracias a las relegaciones del Milan y la Lazio fue sacado de la misma. Fue la primera temporada de Adrian Merlo como presidente de la Catanzaro. después de veintiún años consecutivos de presidencia Ceravolo, con un total de 17 temporadas en la Serie B y tres en la Serie A, cuatro promociones jugadas, tres de ellas ganadas y una que terminó en derrota y una final de Copa Italia.

### Los años 80

#### Los años dorados del Catanzaro
La temporada 1980-1981 marcó la tercera aparición consecutiva en la Serie A para los giallorossi, dirigidos en ese año por Tarcisio Burgnich. El equipo llegó a un final impresionante séptimo lugar con el Bologna logrando 29 puntos, mejor desempeño hasta ahora, con seis victorias, dos de los cuales fueron en condición de visitante contra el Ascoli (2-1) y contra Pistoiese (1-0).
En el quinto día de la temporada, después de que jugaran Brescia-Catanzaro,por primera y única vez en su historia, el Catanzaro se encontraba en la parte superior de la tabla en la Serie A. El Corriere dello Sport - Stadio del lunes 20 de octubre en el artículo sobre el juego en cuestión, escribió: "Un cuarteto a la cabeza, también existe el fútbol triunfó provincia de Catanzaro, representada por su milagroso equipo durante dieciséis minutos Catanzaro ha soñado fue sólo en mi cabeza. curva sur, se reveló a los giallorossi fue todo emoción. ahora la gente está dejando Brescia, deje caer las primeras sombras de la noche, la fiesta continúa, carruseles son felices. Catanzaro está en la cabeza a lo largo de la Fiorentina, Inter y Roma. ningún gol en propia puerta maldita sea, sin el Brescia empate, registro habría sido solo ". Massimo Palanca estaba con 13 goles en el segundo puesto en la tabla de máximos goleadores por detrás del romanista Pruzzo Roberto, al final de la temporada fue vendido al Nápoles por un billón y trescientos cincuenta millones más co-propiedad de Armando Cascione.
En el año de la Copa del Mundo en España, el Catanzaro disputaba el cuarto torneo consecutivo en la máxima categoría, y bajo la dirección del entrenador emergente Pace Bruno, logró otra temporada por encima de las expectativas: a pesar de la venta de Palanca, llegó un joven que responde a las expectativas Edy Bivi, quien con 12 goles igualó a Palanca terminando en segundo lugar en el anotador. Fue también el año de la llegada de los extranjeros en primer lugar, el rumano Viorel Năstase. Al igual que el año anterior, los giallorossi terminaron el torneo acabadon en 7 º lugar. 28 puntos fueron ganados con 9 victorias 10 empates y 11 derrotas.Para recordar las victorias de visitante a Torino 2-1 y la victoria doble contra el AC Milan en la casa del Catanzaro ganó 3-0 (goles de Bivi, Borghi y Massimo Mauro), en San Siro las águilas lograron imponerse por 1-0 (gol de Bivi) Por tercera vez en su historia, además, el Catanzaro alcanzó las semifinales de la Copa de Italia contra el Inter  el partido de ida terminó 2-1 para el Inter. En el partido de vuelta, se jugó en el 10 de abril de 1982, Edy Bivi en el segundo minuto de juego adelantó en el arcador a Catanzaro. A los 50 'Inter empató con un penal de Beccalossi y Aldeas en el 66 'firmó el 2-1 para los de Calabria obligando a los equipos a definir en tiempo extra. Al minuto 97 ' Altobelli, firmó el 2-2, pero Cascione a 104 'agarró un corto rechazo por Bordon y convirtió gol. El segundo tiempo extra vio a Catanzaro en un intento desesperado por anotar el gol de calificación, pero la esperanza se extinguió en un golpe al palo por parte de Sábado a pocos minutos del final. Terminó 3-2 a favor del Catanzaro, pero gracias a la regla del gol de visitante la clasificación a la final fue para el Inter.
El año también grabó la primera participación de Catanzaro en el Torneo Viareggio, y la presencia de cuatro jugadores (Celestini, Massimo Mauro, Pueblos y Bivi) en la Sub-21, los cuatro en el campo al mismo tiempo en el partido disputado en el Campeonato Europeo.
El quinto campeonato consecutivo, séptimo en la historia terminó on una mala campaña y tacaño con recompensas:vendieron muchos de los mejores jugadores que no siempre son reemplazados, apostando por una alineación compuesta principalmente por jugadores jóvenes, pero no dio la mismos resultados que el año anterior.
Fue la peor temporada de las Águilas en la Serie A, terminó en el último lugar de la clasificación con solo 13 puntos. Los de Calabria ganaron solo dos veces y las dos en casa.

#### 1984-1987 alternación entre la Serie B y Serie C
La temporada de la Serie B 1983-1984 para giallorossi cerró una era, que desde 1959 solo había conocido las categorías Serie A y B. A pesar de los 14 goles anotados por Bivi, el equipo, dirigido por Mario Corso, que se inició con la ambición de un retorno inmediato a la Serie A , ya pesar de intentar no descender al final del campeonato, terminó el torneo en el último lugar. Luego regresó a la Serie C, después de veinticinco años.
El equipo, muy renovado en el personal (se confirmaron solo ocho de los veinticinco jugadores en el equipo la temporada pasada ), le fue bien en la Serie C1 torneo 1984-1985, que fue ganada por los giallorossi con 45 puntos, empatado a puntos con el Palermo.
En la temporada 1984-1985 Catanzaro logró su a la Serie B
Los rossogiallos comenzaron bien al ganar las primeras cuatro fechas y siempre se mantuvo en niveles elevados, con victorias ante Italia 4-1 con diez hombres 4-0 contra Barletta, un 4-2 contra Reggina, por 4-2 contra el Mesina, y el último en casa por 4-0 ante Akragas. Hay que mencionar también, una victoria por 2-1 en la Copa de Italia contra el  Udinese de Zico.
El tiempo de retorno a la B duró solo una temporada después de que el equipo quedará decimonoveno.
Devuelto a la Serie C1 en la temporada 1986-1987, los giallorossi, dirigidos por técnico Claudio Tobias consiguieron solo dos puntos en sus primeros cuatro encuentros, pero en el resto de la temporada comenzaron a llover victorias, terminando el torneo en el primer lugar con 45 puntos, más que la revelación de un Barletta. El delantero Massimo Palanca giallorossi regresó después de cinco años y sus goles lo convirtieron otra vez en el máximo goleador del equipo ganador.
En la segunda ronda Catanzaro perdió solo una vez, con la última racha de 11 partidos invicto (7 victorias y 4 empates).
La temporada 1986-1987 culminó con el ascenso a la Serie B
El último partido se jugó en casa contra la tercera fuerza en el torneo, el Casertana, que fue goleado con un marcador de 5-2 (esta fue la decimotercera victoria consecutiva en casa), con dos goles de Palanca. Otro de los objetivos importantes de la Palanca se construyó el estadio San Vito en Cosenza, donde hizo su victoria por 3-1 en el derbi frente a 20.000 partidarios Rossoblu. El delantero giallorossi, que entró en la segunda mitad con el marcador 1-1, decidió el partido, marcando dos goles en el 65 'y 68'.
El Cosenza también fue derrotado en el partido de vuelta jugado en Catanzaro por 2-0.
En la temporada 1987-1988, el recién ascendido Catanzaro, dirigido por Vincenzo Guerini, tocó la Serie A por un punto, con cierto pesar por los puntos perdidos durante la temporada. Emblemático de lo que pasó en el partido en casa contra Triestina, que se celebró en febrero en el minuto noventa años, sin embargo, el resultado de 0-0 le impidió el ascenso. Gandini, portero rossoalabardato protestó vibratamente terminó siendo expulsado. El especialista Palanca compometió a vencer el disparo desde los once metros, pero al desplazar el defensor Maurizio Costantini, el portero para la ocasión, se centró el postd. Palanca cayó al suelo en una especie de blooper, pero el público aplaudió perdonándolo.
Por lo tanto, se produjo en la tarde de Catanzaro-Lazio. Los giallorossi, de vuelta en la colocación de un punto, se pusieron en marcha, pero desperdició varias chances para cubrir doble 1-1 y se unieron para la recuperación remitida por un gol de Paul Monelli. Ese empate en tiempo de descuento, de hecho, marcó el fracaso de promoción de Catanzaro y la promoción fue de los biancocelesti. El hecho destacado fue Catanzaro ganó cuatro de los otros cinco partidos restantes de la temporada (perdió solo un partido fuera de casa contra uno de los candidatos al ascenso, Lecce ), pero no fue suficiente. Totalizó Al final del torneo, Lazio 47 puntos al igual que Atalanta, mientras Catanzaro se detuvo en 46.
En la temporada 1988-89, los giallorossi lograron salvarse del descenso pero tampoco lograron conseguir volver a la Serie A, llegó a la última jornada. Una vez más, la estrella de la temporada fue el habitual Palanca, autor de doce goles, incluyendo dos hat-tricks: uno realizado en la victoria por 3-0 contra el Cosenza en el clásico, el segundo en la final 5-2 contra Udinese que ganó precisamente la salvación.

### Los años 90

#### Doble descenso a Serie B y 12 años en Serie C
En la temporada 1989-1990, los giallorossi dirigidos por Fausto Silipo (con un breve interludio de Giovan Battista Fabbri ), sufrieron el descenso a la Serie C1, finalizando el torneo en el último lugar. En vano fue el regreso al club del atacante Catanzarense Pino Lorenzo. Justo al final de esa temporada, Massimo Palanca se despidió al fútbol.
En la próxima temporada en la Serie C1 1990-91 no le fue mejor al club. Los continuos cambios de entrenador (Claudio Sala primero, luego Francis sucedido por Brignani y finalmente Rambone Gennaro) arrastró al club hasta la parte inferior de la tabla. Al final de la temporada y el giallorossi reaccionó y logró salvarse del descenso jugando la promoción contra el Nora, el juego fue jugado en Lecce en el Stadio Via del Mare.
Pero la alegría duró poco, ya que el tribunal de justicia italiano le restó los puntos como penalización a Catanzaro por un soborno que supuestamente se llevó a cabo por personas con acento calabrés. Por culpa de esta sanción por primera vez en su historia los giallorossi se encontrarían jugando en la Serie C2.
En julio de 1995 Joseph Soluri compró la compañía a Pino Albano.
Más tarde, en el verano de 1999 Catanzaro pasó por una profunda crisis, y, casi en el último minuto, fue salvado por el empresario John Mancuso, quien se convirtió en el presidente número 14 en la historia de la empresa.

### Años 2000
De 1991 a 2003 Catanzaro ocupó un puesto en la Serie C2 sin ascender ni descender, durante doce temporadas consecutivas, la mayoría de ellos sin un énfasis especial.
Solo en dos casos los giallorossi estuvieron muy cerca del ascenso a la Serie C1.
En la temporada 2000-2001, el Catanzaro, después de empatar 0-0 fuera de casa el partido de ida de la eliminatoria final, fue derrotado en la vuelta en el Nicola Ceravolo por el Sora 3-1 en la prórroga (Catanzaro anotó su gol a tres minutos del final del partido) delante de 16.000 espectadores.
En 2002-2003 en la final de los playoffs, después de empatar el partido de ida 0-0, los giallorossi fueron derrotados de nuevo en su casa por un 2-0 frente al Acireale, a pesar de la presencia de 20.000 espectadores.

#### Un breve intento de renacer:La conquista de la Serie B(2003-2006)

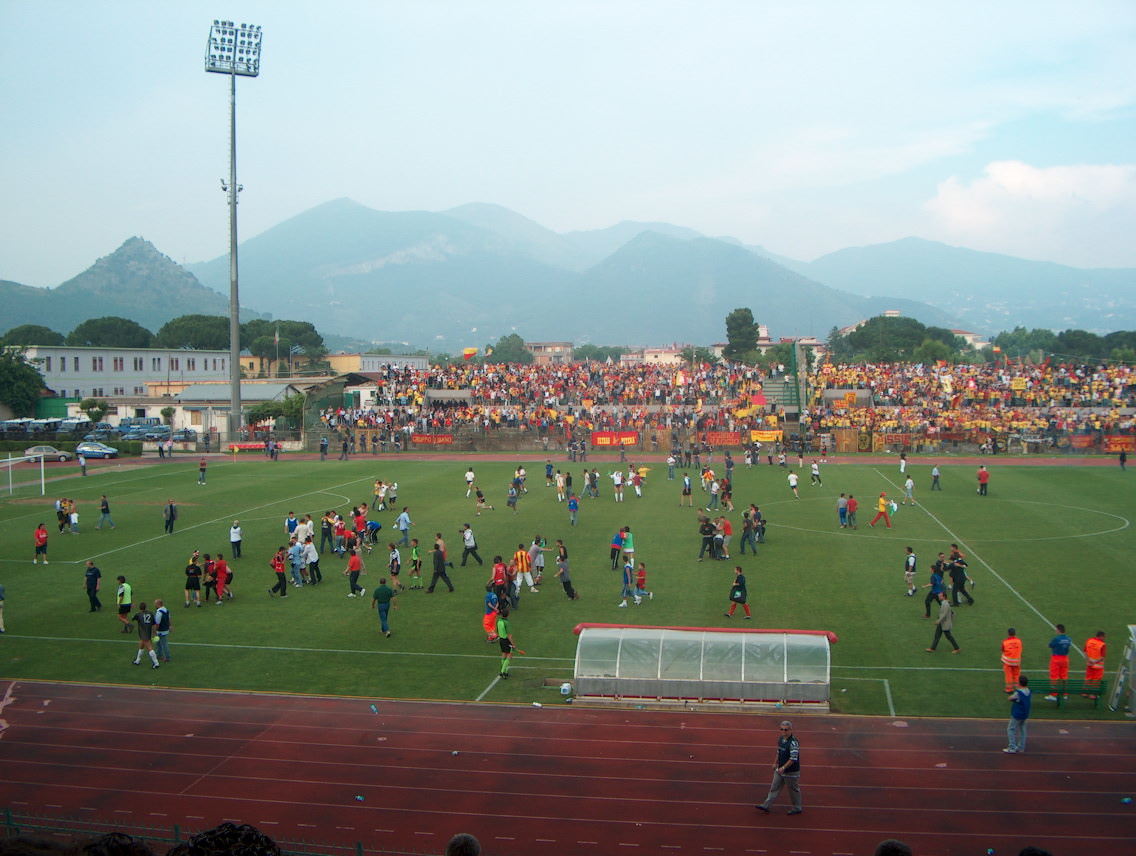
Un partido de Catanzaro ante Nocerina, 31 de mayo de 2003.

En agosto de 2003, el equipo, a pesar de perder en el desempate final, consiguió el ansiado ascenso a la Serie C1, a través de la repesca después la cancelación de descenso en la Serie B.Al año siguiente, el equipo construido para ganar la Serie C2, se encontraba jugando en una liga superior.
Los giallorossi, bajo la dirección de Piero Braglia, y jugadores de clase como Giorgio Corona, Fabrizio Ferrigno,  Silvio Lafuenti, Mauro Briano y Robson Toledo, se fue en silencio y sin pretensiones. El equipo, con el apoyo de un público catanzarense que en masa había vuelto a llenar las gradas de Nicola Ceravolo, se las arregló para ganar la competencia a otros equipos candidatos como Crotone, Acireale y Viterbo, y ocupó el primer lugar en el grupo B de la Serie C1 , con lo que el consiguió una promoción directa a la Serie B después de catorce años.
Para el último día, que marcó el ascenso, el partido Chieti-Catanzaro fue trasladado a una sede neutral en Ascoli para permitir la entrada de 16.000 aficionados giallorossi.
El partido fue ganado por 2-1 gracias a los goles de Toledo y Giorgio Corona, uno de los principales goleadores del torneo, con 19 goles.
Ese año, la empresa fue investigada por la historia de las apuestas en el fútbol del veranodel año 2004: inicialmente condenado con una pena de 5 puntos, fue absuelto posteriormente por considerarse ajeno a los hechos.
La temporada 2004-2005, la del esperado regreso a la Serie B después de catorce años, comenzó con grandes esperanzas de los aficionados giallorossi. Fueron comprados categoría varios jugadores, como Julio César León, Fabrizio Cammarata, Manitta Emanuele, Bonomi Mauro, Antonio Nocerino, Micillo David, Sergio Campolo, Gianluca Grava, y lo más importante, Benito Carbone. Sin embargo, el comienzo cuesta arriba para los giallorossi, no fuw suficiente, y tres entrenadores (además de Braglia también Cagni Luigi y Bolchi Bruno) que no pudieron evitar el descenso a la C1. El equipo cerró el torneo con la tristeza del último lugar, pero consiguió un repechaje para la temporada siguiente.
También en la temporada siguiente, 2005-2006, el campeonato tuvo resultados negativos a pesar de una ligera recuperación en la segunda ronda, el 6 de mayo de 2006 la derrota contra el Atalanta marcó el descenso matemático a la Serie C1 para el equipo rojo y amarillo, que durante la temporada, tuvo cuatro entrenadores distintos: Sergio Buso, Vincenzo Guerini, Giordano Bruno y Franco del Ciudadano.

#### Los 5 años de quiebra:2006-2011
En la tarde del 10 de julio de 2006 la agencia de noticias lanzó la noticia de que el Catanzaro había desaparecido de entre los clubes de fútbol italianos debido a la no inscripción del equipo para la Serie C1 a pesar de algunos intentos de inscribirse la única esperanza en ese punto el uso de la denominada Petrucci Lodo, que aseguró la inclusión del equipo en la categoría inferior, en este caso la Serie C2.
El proyecto de cinco años Claudio Parente y Massimo Poggi, lanzado en febrero de 2003, se cerró en tres años y medio y entonces en el año 2006 el club sufre la revocación de sus socios.
En las semanas siguientes a la revocación de la Unione Sportiva Catanzaro, una nueva compañía fue fundada FC Catanzaro SpA, cuyo presidente era Giancarlo Pittelli, abogado y diputado por Forza Italia, que se registró con el equipo en la Serie C2 grupo C.
En la primera temporada el equipo terminó en el 9 º lugar en la tabla de posiciones. Al año siguiente Catanzaro se ubicó en la décima posición en la tabla.
En la temporada 2008-2009 el Catanzaro cerró la temporada en la 3 ª posición detrás de sus rivales Italia y Gela, terminando los playoffs, donde una vez más fue derrotado y eliminado en una mini-torneo 3-2 contra el Pescina en las semifinales, tras empatar 0-0 en el partido de ida.
Similar epílogo, se llevó a cabo durante la temporada 2009-2010: la Catanzaro, dirigido por técnico Siracusa Gaetano Auteri, aunque penalizado tres puntos debido a irregularidades administrativas, logró mantenerse en la cima durante la mayor parte de la temporada, para someterse a la remontada y superación justo sobre el final del torneo por parte de la Juve Stabia. Así que se clasificó por sexta vez a los playoffs, la Catanzaro, ganó 3 partidos de 4 de este mini torneo, con un máximo de 4.000 aficionados de toda Italia Catanzaro tenía que juga la final contra la Cisco Roma. El resultado, sin embargo, dejó a los aficionados giallorossi aturdidos:Catanzaro fue derrotado 4-0.
El resultado en el partido de vuelta fue 4-2 a favor de los calabreses pero no alcanzó para clasificar así que se fueron sin nada, solo con otro playff perdido en su historia.
En el verano de 2010 la empresa fue de nuevo al borde de la quiebra. Solo gracias a la contribución de las autoridades públicas y el sector privado, Catanzaro fue inscripto en su decimoséptima liga de segunda división en la temporada 2010-2011, jugó, debido a dificultades financieras, con una plantilla compuesta solo por jugadores jóvenes. Con el motivo partido jugado en casa el 12 de diciembre de 2010, los jugadores optaron por realizar una protesta sensacional durante meses por la falta paga de su de sueldo por parte del club, decidieron sentarse descaradamente en el suelo, en el transcurso del partido.El viernes 21 de enero se celebró la reunión de los accionistas para decidir si debe enviar esta situación a los tribunales o poner a la empresa en liquidación, esta opción podría llevar al club a la quiebra.  El día 24 de febrero de 2011, el FC Catanzaro Spa fue declarado en quiebra por el Tribunal Civil de la Ciudad. El Catanzaro, aparentemente resignado al descenso a la Serie D, un día después de la final que se obtiene la salvación a través de la degradación de Pomezia Calcio al último lugar por irregularidades administrativas.

#### (2011-2012)La re-fundación como US Catanzaro
El 23 de junio de 2011 el negocio de la empresa de deportes en quiebra se hizo cargo de la subasta por bancarrota Catanzaro Soccer 2011 srl, encabezado por los empresarios José Cosentino y Romeo Carmelo.  Entonces José Cosentino, exdirector gerente de la empresa, adquirió las acciones de propiedad del accionista minoritario Romeo Carmelo, convirtiéndose en el único propietario del 100% de las acciones.  El 15 de julio de 2011, la FIGC anunció que la empresa no estaba registrada en la liga porque no había hecho una solicitud en el fecha límite de 28 de junio de 2011, [64] pero la empresa apeló ante el Tribunal de Arbitraje RNS (ENT) del CONI. El 27 de julio de 2011, las ENT emitió la sentencia sobre el recurso de casación:. el fútbol Catanzaro 2011 tenía derecho a solicitar el registro de la Licencia Nacional de 2011 a 2012. Mientras tanto, la compañía decidió encomendar a la 'encargado por la guía técnica para Francesco Cozza.
Por lo tanto, el 8 de agosto de 2011, la Pro League anunció la integración de Catanzaro en la 2 ª División 2011/2012.
En el mismo mes de agosto, el presidente Joseph Cosentino adquirió la marca y el logotipo de administración judicial de la Catanzaro histórica y, por lo tanto, la compañía volvió a tomar oficialmente el nombre histórico de la Unione Sportiva Catanzaro. Después de solo un año desde la aparición del Presidente Cosentino, los giallorossi ganaron la promoción directa en Lega Pro Primera División terminando en segundo lugar detrás de Perugia, al anotar 83 puntos resultado de 23 victorias, 14 empates y 3 derrotas y también gracias al retorno de Simon Masini, con 21 goles esta temporada.

## Camiseta y escudo

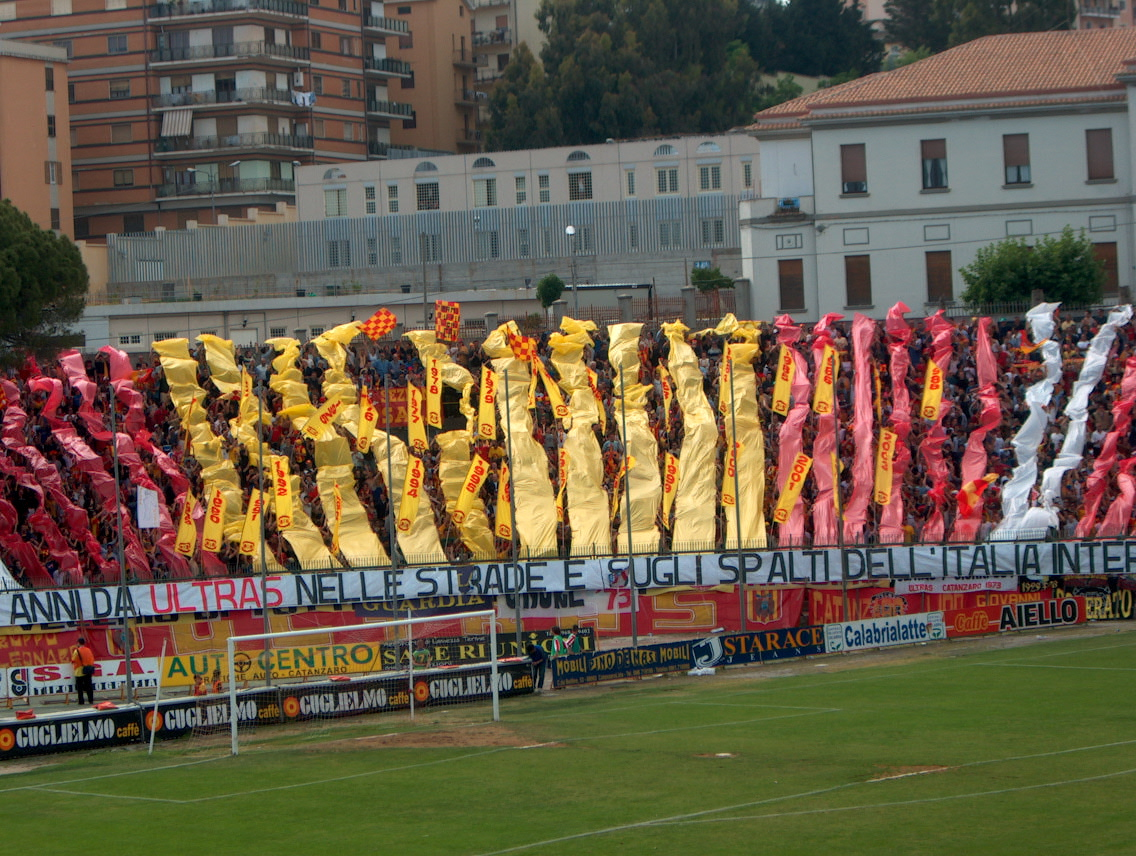
Los colores del Catanzaro en el Estadio Ceravolo.

La camiseta titular es roja y amarilla con franjas verticales, la suplente es roja en su totalidad y la alternativa es toda negra con detalles de rojo y amarillo a los costados.Los colores del equipo fueron, desde el principio, amarillo y rojo.
El logotipo de Deportes ha sido siempre lel mismo, aunque a menudo con algunos pequeños cambios gráficos en la naturaleza, en un escudo en la parte superior de la que destaca las palabras US CATANZARO. En el centro del logo está el Águila Imperial concedido por Carlos V, tomados fielmente con el emblema de la ciudad de Catanzaro. Una línea vertical divide en dos el escudo con el fin de permitir la inserción de los colores del escudo de armas.Se completa con un escudo que reproduce las tres colinas sobre las que se levanta la ciudad y una cinta azul,y un estrecho de pico de águila, que muestra debajo de él el lema  "efusión Sanguinis" ("con el derramamiento de sangre"), por las pérdidas en muchas batallas por los jugadores de Catanzaro.
Durante un breve período entre el final de la década de los noventa y el inicio del tercer milenio, el logo anterior fue cambiado ligeramente: de hecho, parecía idéntica en contenido, pero dentro de un óvalo. Después de algunos años, sin embargo, fue de nuevo a la histórica logotipo en forma de escudo.

### Himno
El nombre del oficial del himno es "Águilas, Águilas, Águilas", que representa orgullo de sus fanes, cerca y lejos. Se realiza actualmente en cada partido en casa justo antes de la entrada de los equipos en el campo.
Durante los años setenta, aunque no sonpor completo himnos oficiales, varias canciones fueron escritas para el equipo: uno de ellas es "El Catanzaro en la Serie A", que se describe en el dialecto local de Catanzaro, la promoción de play-off en 1971, cuando el Catanzaro alcanzó el ascenso por primera vez a la serie A.
También en los años setenta, era muy popular himno "Dirindindì Dirindindà", que se vincula a la segunda promoción de las Águilas en la máxima categoría bajo la dirección de Gianni Di Marzio.

## Palmarés
- Serie C: 6
  - 1935-36, 1958-59, 1984-85, 1986-87, 2003-04, 2022-23
- Serie D: 1
  - 1952-53
- 3 Promociones de ascenso a Serie A: 1970-71, 1975-76, 1977-78
- 7 Promociones de ascenso a Serie B: 1932-33, 1935-36, 1945-46, 1958-59, 1984-85, 1986-87, 2003-04
- 3 Promociones de ascenso a Serie C/Serie C1/Lega Pro Prima Divisione: 1952-53, 2002-2003, 2011-2012

## Organización del club
| Función que cumple                                                    | Nombre             |
| --------------------------------------------------------------------- | ------------------ |
| Presidente                                                            | Giuseppe Cosentino |
| Vice Presidente                                                       | Ambra Cosentino    |
| Amministrador delegado                                                | Marco Pecora       |
| Director deportivo                                                    | Armando Ortoli     |
| Asistente legal de gestiones y relaciones con la federación y la liga | Sabrina Rondinelli |
| Técnico                                                               | Michele Serraino   |
| Secretario General                                                    | Nazario Sauro      |
| Oficina de prensa                                                     | Antonio Capria     |
| Fotógrafo oficial                                                     | Luigi Silipo       |
| Cámara                                                                | Francesco Massaro  |

## Presidentes
Debajo está la historia de los presindentes del Catanzaro desde su fundación en 1929 hasta el día de hoy.
| Nombre                 | Años      |
| ---------------------- | --------- |
| Enrico Tálamo          | 1929–1937 |
| Arnaldo Pugliese       | 1937–1944 |
| Italo Paparazzo        | 1944–1945 |
| Umberto Riccio         | 1945–1946 |
| Giuseppe Zamboni Pesci | 1946–1948 |
| Gino Guarnieri         | 1948–1950 |
| Aldo Ferrara           | 1950–1958 |
| Nicola Ceravolo        | 1958–1979 |
| Adriano Merlo          | 1979–1984 |

| Name               | Years     |
| ------------------ | --------- |
| Giuseppe Albano    | 1984–1995 |
| Giuseppe Soluri    | 1995–1999 |
| Giovanni Mancuso   | 1999–2002 |
| Claudio Parente    | 2002–2006 |
| Giancarlo Pittelli | 2006–2008 |
| Pasquale Bove      | 2008–2009 |
| Antonio Aiello     | 2009–2011 |
| Giuseppe Cosentino | 2011-     |

## Técnicos
|                                  | \| Nombre \| Nacionalidad \| Años \| \| -------------------------------- \| ------------ \| --------- \| \| Dino Baroni \| \| 1929–1931 \| \| Géza Kertész \| \| 1931–1933 \| \| Yuri Koszegi \| \| 1933–1936 \| \| Remo Migliorini Gorni Schoenfeld \| \| 1936–1937 \| \| Walter Colombati \| \| 1937–1938 \| \| Riccardo Mottola \| \| 1938–1946 \| \| Pietro Piselli \| \| 1946–1947 \| \| Todor Veselinović \| \| 1986 \| \| Francesco Cozza \| \| 2011- \| |           |
| Nombre                           | Nacionalidad | Años      |
| Dino Baroni                      | Bandera de Italia | 1929–1931 |
| Géza Kertész                     | Bandera de Hungría | 1931–1933 |
| Yuri Koszegi                     | Bandera de Hungría | 1933–1936 |
| Remo Migliorini Gorni Schoenfeld | Bandera de Italia · Bandera de Austria | 1936–1937 |
| Walter Colombati                 | Bandera de Italia | 1937–1938 |
| Riccardo Mottola                 | Bandera de Italia | 1938–1946 |
| Pietro Piselli                   | Bandera de Italia | 1946–1947 |
| Todor Veselinović                | Bandera de Yugoslavia | 1986      |
| Francesco Cozza                  | Bandera de Italia | 2011-     |

## Estadio
El nombre del estadio del Catanzaro es desde el 1989 Nicola Ceravolo en honor a su expresidente. La capacidad era de 14.750 asientos pero fue ampliado a 30.000 para que se pudieron disputar los partidos de la Serie A allí luego de que el club ascendiera por primera vez a la máxima categoría.

## Hermanamientos y rivalides

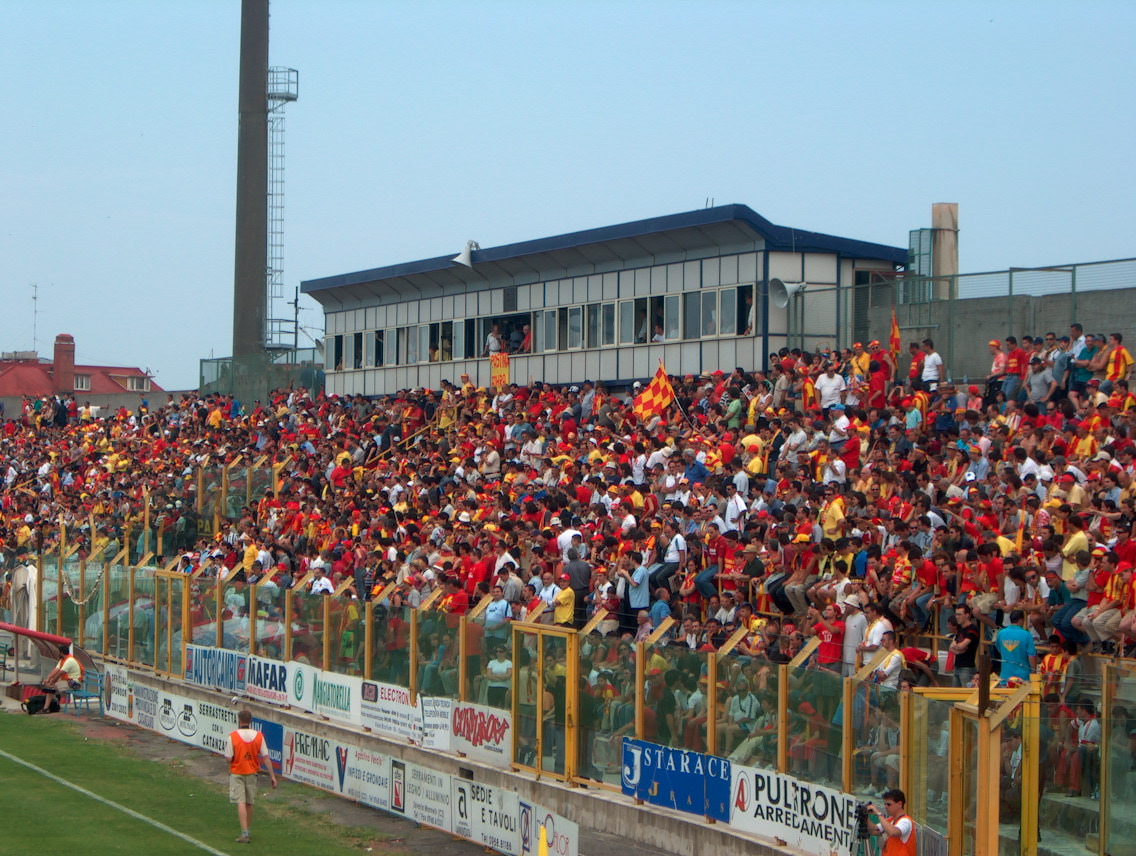
Hinchada del Catanzaro.

Los ultras del Catanzaro están hermanados con los ultras de los siguientes equipos:
- Barletta, el hermanamiento de pie nació durante la promoción de ambos equipos en la Serie B.
- Brescia, el hermanamiento de ciudades nació en los años ochenta
- Fiorentina, el hermanamiento se remonta a principios de los años '80, que figura inmediatamente después de que el segundo lugar en la liga del Fiorentina en la temporada 1981/82. [92]

Los fanes con los que existe una estrecha relación de amistad son:
- Nocerina

- Olbia

- Siracusa

- Sampdoria

- Vibonese

La rivalidad principal es la que el club tiene contra el Cosenza Calcio, con el que disputa el “Derby di Calabria”.
Otras rivalidades están presentes con equipos como Reggina (aunque en el pasado hubo amistad) y con Catania, el cual nació cuando Catanzaro acogió Nocerina-Catania en el estadio Nicola Ceravolo con motivo del desempate entre los etneos y los rossoneri del campeonato de Serie C 1977-1978, válido para la promoción en Serie B. En este caso, los catanzareses fraternizaron con los aficionados de la Nocerina, comenzando con una amistad histórica.
- Catania

- Cosenza

- Reggina

Otras rivalidades
- Vigor Lamezia

- Crotone

- Lazio

- Perugia

- Verona

- Mesina

- Acireale

- Andria

- Taranto

- Casarano

- Arezzo